# Ampelosicyos humblotii
Ampelosicyos humblotii är en gurkväxtart som beskrevs av Jumelle och Perrier. Ampelosicyos humblotii ingår i släktet Ampelosicyos och familjen gurkväxter. Inga underarter finns listade i Catalogue of Life.